# The Mild Mild West
The Mild Mild West é um mural do grafiteiro Banksy, localizado no Stokes Croft nº 80, Bristol. Ele exibe um ursinho de pelúcia jogando um coquetel molotov em três policiais.

## História
Banksy desenhou a obra ao longo de três dias, em plena luz do dia, em 1999. Foi elaborada em resposta a várias raves e festas sem licença, mantidas em armazéns abandonados em torno de Bristol. Essas atraíram a atenção da polícia. Um dos gatilhos para a criação do mural foi um desses eventos na Winterstoke Road, onde a polícia de choque atacou os foliões.
A obra de arte é popular entre a comunidade local, que a considera um símbolo. Foi citada como um pedaço arquetípico da cultura de Bristol, mostrando que um hippie relaxado ainda pode lutar contra o governo e a comercialização. A Câmara Municipal de Bristol anunciou que iria colocar o mural em um vidro, na frente de novos apartamentos, porém foi criticada pela comunidade local porque dificultaria a visão da rua.
Em abril de 2009, a pintura foi vandalizada com tinta vermelha por uma organização anti-grafite chamada Appropriate Media, mas foi rapidamente restaurada. Coexist, uma organização que gerencia a regeneração da Stokes Croft, não entendeu o vandalismo. Seu porta-voz disse: "Eu não vejo como a tinta vermelha está ajudando com a mudança positiva" e ficou feliz que os voluntários rapidamente se uniram para consertá-la. Uma loja de costura, que localiza-se em frente ao mural, se queixou da limpeza contínua, pois ela danificou suas paredes.